# Рисовий пудинг
Ри́совий пу́динг — страва з рису, змішаного з водою або молоком, іноді з додаванням інших інгредієнтів. У різних випадках використовується або як десерт, або як основна страва, найчастіше на вечерю. Як десерт зазвичай подають з цукром або іншим підсолоджувачем.
Різні варіанти використовують для десертів або обідів. Як десерт його зазвичай поєднують з підсолоджувачем, наприклад, цукром. Такі десерти зустрічаються на багатьох континентах, особливо в Азії, де рис є основним продуктом харчування. Деякі варіанти загущують лише рисовим крохмалем, інші включають яйця, що робить їх своєрідним заварним кремом.

## Рисовий пудинг в різних країнах
Рисовий пудинг можна знайти в культурах багатьох країн світу. Рецепти його приготування можуть бути різними навіть в межах однієї країни. Цей десерт можна варити або запікати. Різні види пудингу виходять через відмінності в методі приготування, а також використання різних інгредієнтів. Найчастіше в пудингах використовують:
- рис;
- молоко, кокосове молоко, вершки або навіть згущене молоко;
- спеції: мускатний горіх, кориця, імбир та інші;
- Ароматизатори: ваніль, апельсин, лимон, фісташки, трояндову воду та інші;
- Підсолоджувачі: цукор, мед, згущене молоко, фрукти або сироп;
- яйця.

Нижче представлений список різних рисових пудингів в різних країнах.

### Азія

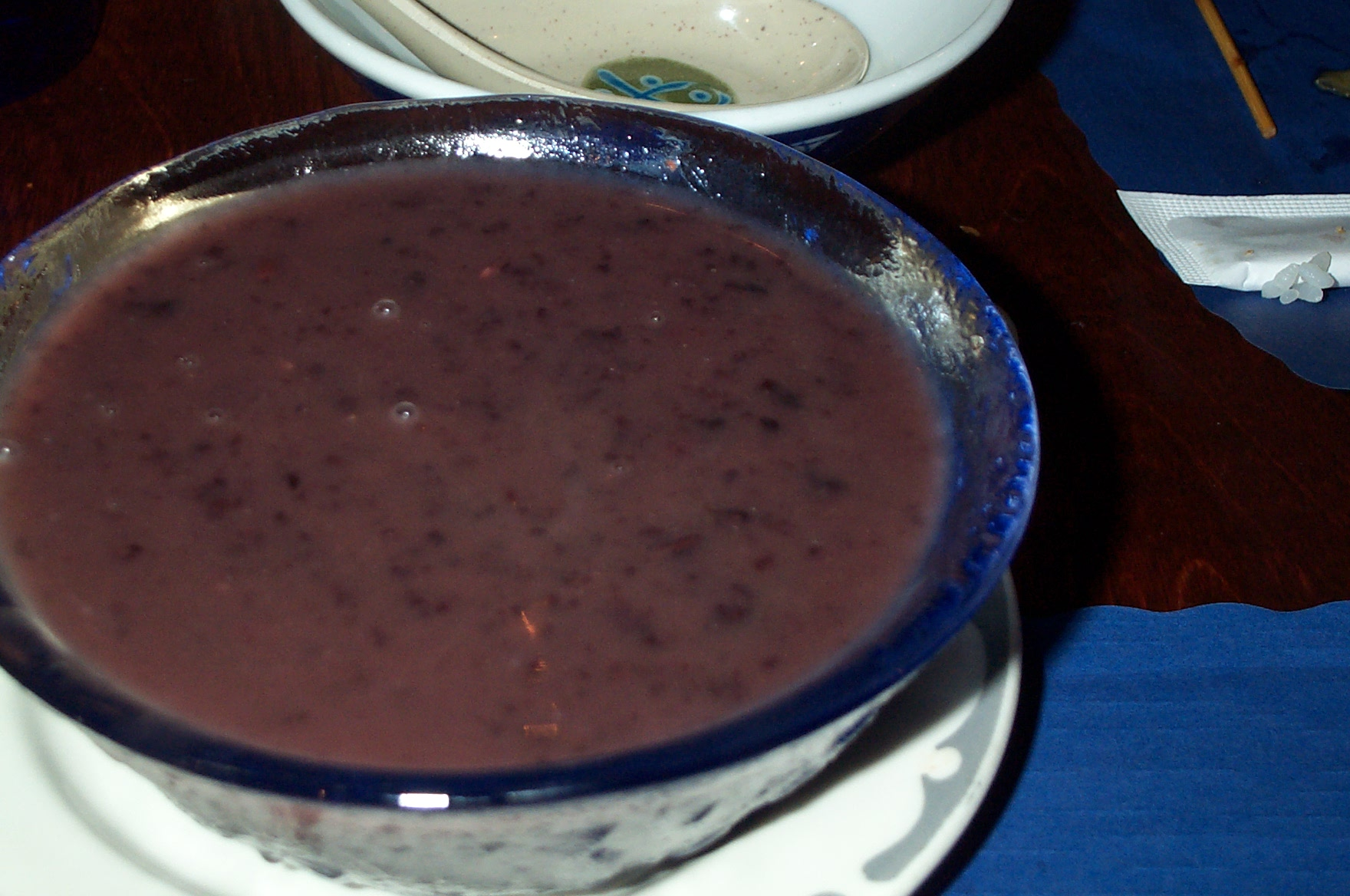
Пулут-хітам в малайзійському ресторані

- Khao niao dam (тай. ข้าวเหนียวดำ) — каша з чорного рису;
- Банановий рисовий пудинг (камбоджійська);
- Пулут-хітам [en] (малайзійська/сінгапурська) — каша з чорного клейкого рису; в індонезійській кухні називається кета-хітам%
- Чампорадо[en] (філіппінська) — шоколадний рисовий пудинг;

- Хір — (індійська/непалська) з молоком, кип'яченим на повільному вогні; південноіндійський різновид готується з горіхами та цукром і називається «паясам»;
- Фірні (таджицька/Північна Індія) — мелений рис, кардамон і фісташки перетіраются в пасту, яка подається холодною;
- Moghlie (арабська) — з анісом і імбирем;
- Різ-бі-халіб (східна) або ruz bil-laban (Єгипет), (букв. «Рис з молоком») з трояндовою водою і іноді мастикою;
- Шола-е-зард (таджицька, афганська та іранська) з шафраном;
- Шир-берендж (таджицька, афганська та іранська) — звичайний рисовий пудинг;

Незважаючи на рясне споживання рису, в японській і китайській кухнях немає страв, схожих на рисовий пудинг, зате в цих країнах роблять солодкі коржі з рисового борошна.
У деяких азійських країнах страви, схожі на рисовий пудинг, називають солодкою рисовою кашею, так як в Східній Азії термін пудинг іноді має значення крохмаль чи желатин.

### Канада і Сполучені Штати
В Канаді і Сполучених Штатах, більшість рецептів походять від європейських іммігрантів. У другій половині XX століття східні та латиноамериканські рецепти також стали більш поширеними. У регіоні Нова Англія, наприклад, рисовий пудинг готується із застосуванням довгозернистого рису, молока, цукру або кленового сиропу. Ці інгредієнти можуть бути об'єднані з мускатним горіхом, корицею, родзинками. Пудинг зазвичай готують спочатку в пароварці, а потім трохи «запікають» в духовці.

### Європа

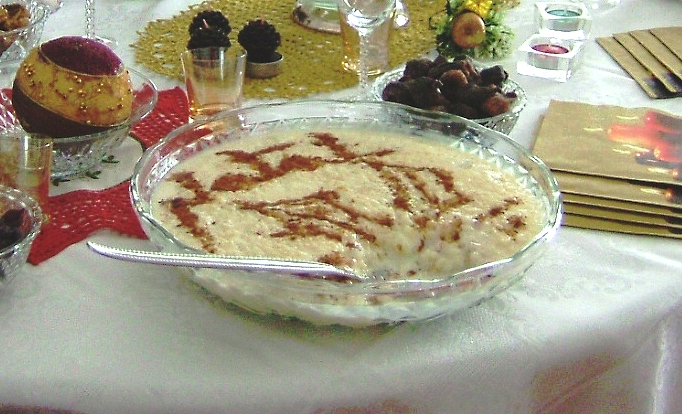
Arroz Doce на Різдво в Португалії

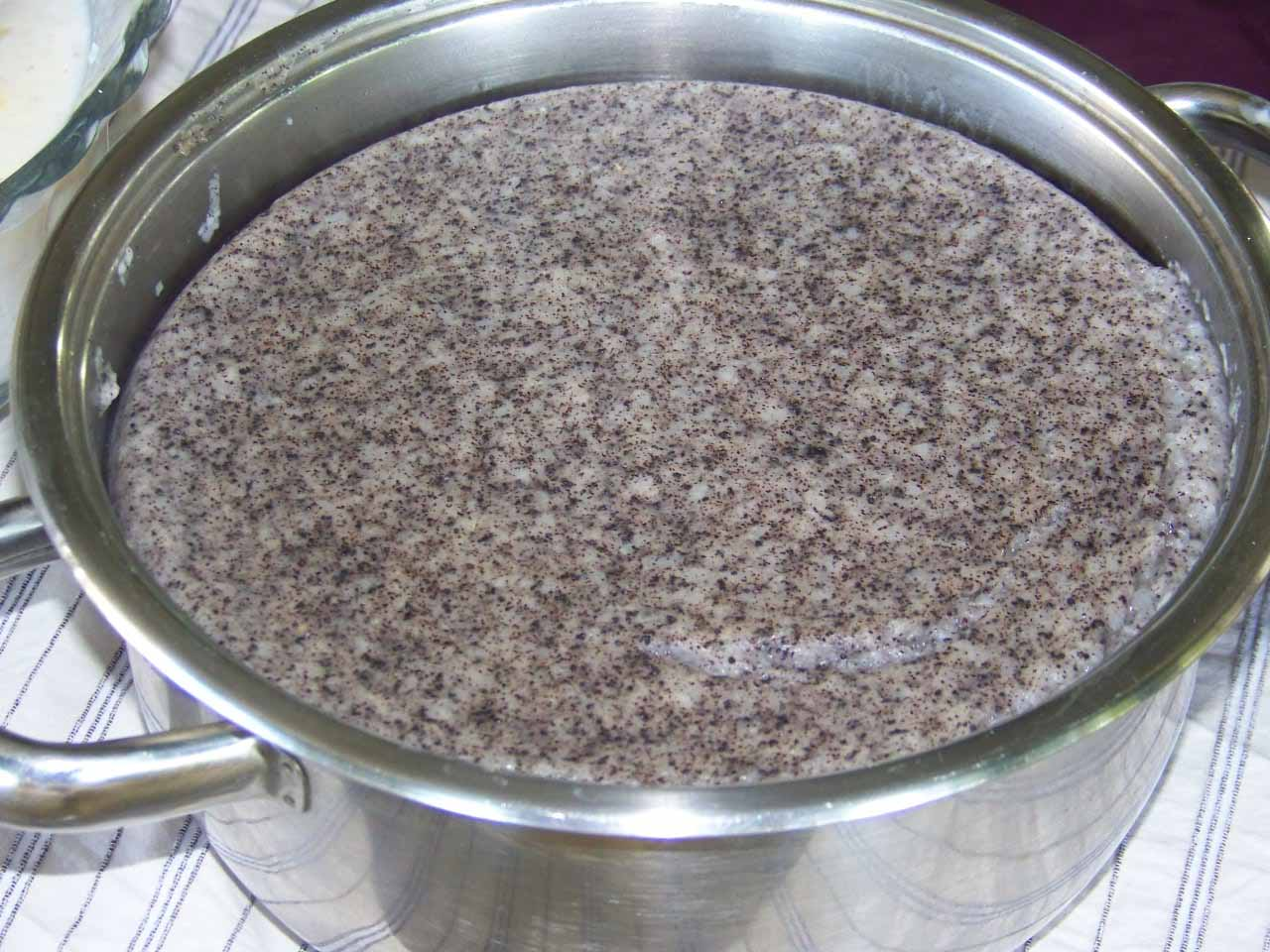
Lapa — звичайний рисовий пудинг з чорним маком в Македонії

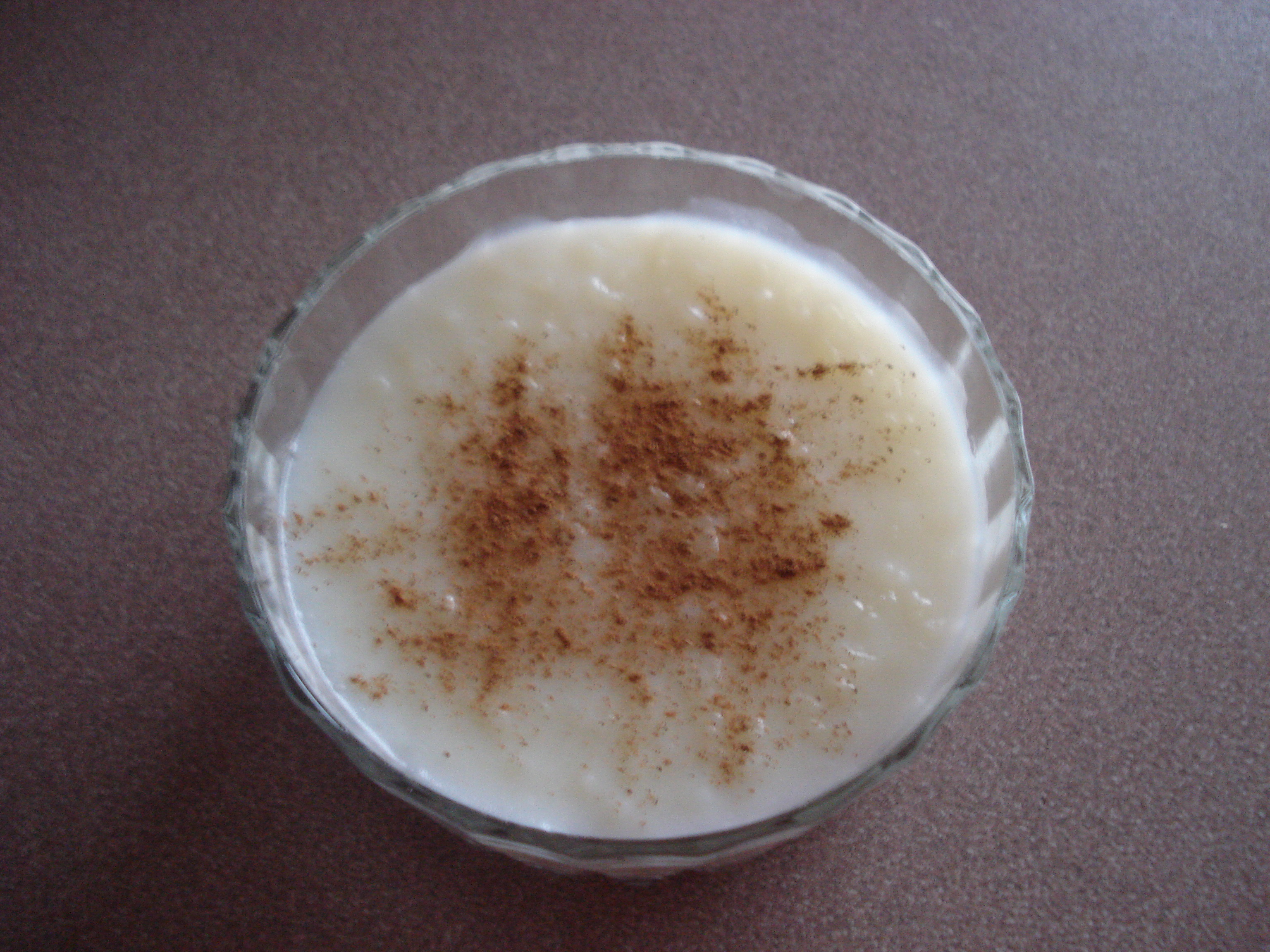
Сютлач — рисовий пудинг, традиційний десерт в Туреччини

- Arroz Doce, або Arroz de Leite (португальська) — рис, цукор, молоко, кориця та лимон;
- Budino di Riso (італійська) — з молоком, яйцями, родзинками та апельсиновою цедрою;
- Arroz con leche (іспанська) — з молоком, цукром, іноді з корицею та лимоном;
- Сутліјаш (македонська) — Лапа Audioⓘ — рисовий пудинг з чорним маком;
- Milchreis (німецька) з корицею і вишнею;
- Tejberizs (угорська) з родзинками, корицею та порошком какао;
- Mlečni riž (словенська)
- Mliečna ryža (словацька)
- Мляко з оріз (болгарська) з молоком і корицею;
- Orez cu lapte (румунська) з молоком і корицею;
- Rijstebrij (голландська) або Rijstpap (фламандська)
- Riskrem (норвезька) — різдвяна страва;
- Rizogalo, або Ryzogalo (ρυζόγαλο 'рисове молоко', грецька) з молоком і корицею[3];
- Сютлач (турецька, sütlaç < sütlaş < sütlü aş 'рис з молоком'), подається як гарячим, так і холодним. Може бути підсолоджений цукром або пекмезом;
- Сутліјаш / Sutlijaš (сербська)
- Sutlija (боснійська)
- Riža na mlijeku (хорватська)
- Сутляш, або мляко з оріз (болгарська)
- Sytl (i) jash (албанська)
- Oriz na vareniku (чорногорська)
- Tameloriz (в районі Косово)
- Teurgoule (нормандська)
- Tejberizs (угорська) з молоком, корицею і какао;
- Молочная рисовая каша (російська)
- Молочна рисова каша (українська), в різдвяний період також «кутя», яка подається з сухофруктами і горіхами;
- Risgrynsgröt (шведська), зазвичай зимова страва;
- Risengrød (данська), подається з вершковим маслом, цукром, корицею, темним фруктовим соком, зазвичай зимова страва;
- Grjónagrautur (ісландська), щоденна страва, зазвичай з корицею, цукром та родзинками.